# فيليب فورمان
فيليب فورمان (بالإنجليزية: Phillip Forman)‏ هو قاضي ومحامي أمريكي، ولد في 30 نوفمبر 1895 في نيويورك في الولايات المتحدة، وتوفي في 17 أغسطس 1978.